# Adrianus Dirk Jacob Meeuse
Adrianus Dirk Jacob Meeuse (L'Aia, 18 ottobre 1914 – 15 settembre 2010) è stato un botanico olandese.
Meeuse conseguì il dottorato di ricerca presso l'Università di Leida ed è stato professore di botanica e ha condotto numerose spedizioni in Sudafrica .

## Opere principali
- Manager, docent of onderzoeker?,: verloedering en demagogisering van het hoger onderwijs in Nederland: (zemerig gezijmel van een zeurderige zuurzak), 1984, 7 pp.

### Libri
- Evolution of the Magnoliophyta: Current and Dissident Viewpoints, Ed. Kalyani, 1980, 39 pp.

- Les extrèmes se touchent: rede uitgesproken bij de aanvaarding van het ambt van hoogleeraar in de Bijzondere Plantkunde aan de Gemeentelijke Universiteit te Amsterdam op 30 Mei 1960, Ed. J.B. Wolters, 1960, 19 pp.

## Onorificenze
Nel 2009 a Meeuse è stato assegnato il Premio Clusius della Società Micologica Ungherese.

### Specie denominate in onore di Meeuse
In onore di Meeuse sono state denominate le seguenti specie:
- (Acanthaceae) Barleria meeuseana P.G.Mey.[3]
- (Cucurbitaceae) Cucumis meeusei C.Jeffrey[4]
- (Euphorbiaceae) Croton meeusei Leandri[5]
- (Malvaceae) Hibiscus meeusei Exell[6]
- (Melastomataceae) Memecylon meeusei H.Perrier[7]